# Moya Dodd
Pour les articles homonymes, voir Dodd.
Moya Dodd (née le 30 avril 1965 à Adélaïde) est une dirigeante australienne de football, avocate et ancienne joueuse internationale. Elle est une ancienne membre du comité exécutif de la Confédération asiatique de football (AFC) et une ancienne membre du Conseil de la FIFA.

## Carrière de joueuse
Dodd a joué 24 fois pour l'Australie, dont 12 en matches reconnus par la FIFA, de 1986 à 1995,. En 1988, elle participe au tout premier tournoi mondial féminin de la FIFA, dont le succès a permis l'organisation de la première Coupe du monde féminine de la FIFA en 1991. Elle a posé nue dans le calendrier des Matildas 1999,.

## Carrière de dirigeante
Dodd rejoint le conseil d'administration de la Football Federation Australia (FFA) en 2007. En 2009, elle est élue vice-présidente de la Confédération asiatique de football,.
En 2013, elle est nommée membre du comité exécutif de la FIFA, l'organe de 27 membres régissant le football.
En octobre 2015, Moya Dodd fait une proposition de réforme pour la parité hommes-femmes dans le football. Cette lettre est envoyée au président de la Commission de la Réforme de la FIFA François Carrard. Les principaux objectifs de la réforme de Dodd sont d'inclure davantage les femmes dans le processus décisionnel et d’investir davantage dans le jeu des femmes. La FIFA adopte cette proposition en 2016 et y ajoute l'obligation pour chaque continent de se voir attribuer un siège par une femme.
En 2017, Dodd perd sa place au Conseil de la FIFA en tant que représentante asiatique au profit de la Bengalie Mahfuza Akhter Kiron. Kiron bat Dodd par 10 voix, avec un vote final de 27-17. Les résultats des élections sont critiqués à la suite d'une interview de Kiron à BBC World Service révélant qu'elle ne connaissait pas l'équipe féminine championne du monde en titre.

## Carrière dans le droit
Moya est une associée du cabinet d'avocats Gilbert + Tobin.

## Distinctions et récompenses
En 2016, Dodd est désigné vainqueur du Westpac Women of Influence 2016 par The Australian Financial Review, En 2018, Forbes la classe à la septième place de la liste des femmes les plus influentes du sport international.